# Clostridium carnis
Clostridium carnis è una specie di batterio appartenente alla famiglia delle Clostridiaceae.